# مایکل کرمر (بازیکن فوتبال)
مایکل کرمر (انگلیسی: Michael Krämer؛ زادهٔ ۹ دسامبر ۱۹۸۵) بازیکن فوتبال اهل آلمان است.
از باشگاه‌هایی که در آن بازی کرده‌است می‌توان به باشگاه فوتبال گروتر فورث، باشگاه فوتبال نورنبرگ، و باشگاه فوتبال آینتراخت بامبرگ اشاره کرد.